# Світове відлуння
Світове́ відлу́ння (LDE, англ. Long delayed echo) — особливий вид  луни в діапазоні  радіохвиль, яке повертається через за 1-40 і більше секунд після радіопередачі і яке іноді спостерігається в діапазоні  коротких хвиль. Це явище було вперше зареєстровано в 1927 році скандинавським радіоінженером Йоргеном Галсом (Jorgen Hals), який близько року приховував наявність такого ефекту, що важко пояснити. Згодом ефект LDE був досліджений багатьма радіоінженерами і радіоаматорами по всьому світі, в тому числі й вченими. Були створені нечисленні радіоекспедиції, які документально зафіксували наявність і об'єктивне існування цього явища.

## Пояснення
Найбільш популярна теорія стверджує, що радіосигнали виявляються в пастці між двома шарами іоносфери, і багаторазово відбиваючись, огинають Землю кілька разів доти, поки нарешті не знаходять вихід через нижній шар. Також існує думка, що великі затримки в прийомі відлуння пов'язані з тим, що радіосигнали багаторазово відбиваються спочатку від Місяця, потім від Землі, потім знову від Місяця і т. д.
Альтернативна гіпотеза, яку висунув Дункан Лунен у 1920-х роках, стверджує, що луну породжує інопланетний зонд, який у такий спосіб намагається встановити контакт. На користь цієї теорії наводяться факти про те, що потужність LDE-сигналу більше, ніж була б при простому віддзеркаленні від якоїсь перешкоди, а також те, що при великих затримках потужність LDE-сигналу така ж, як і при малих затримках. Вважається, що інопланетний зонд (якщо такий є або міг би бути) повинен знаходитися в  точках Лагранжа, між Землею і Місяцем, коли їх сили тяжіння взаємно нейтралізуються. Теоретично, перебуваючи в цих точках, зонд міг би нескінченно довго «висіти» між Землею і Місяцем. Всього точок Лагранжа може бути п'ять: L1, L2, L3, L4, L5. За допомогою оптичних засобів спостереження, а також радарів, ні в одній з цих точок інопланетний зонд не було виявлено. Багато дослідників LDE-сигналу скептично ставляться до теорії «встановлення контакту» інопланетним зондом, обґрунтовуючи це тим, що контакт можна було б влаштувати набагато простіше, ніж перехопленням земних радіосигналів і посилкою їх назад.
Також існує теорія, згідно з якою радіохвилі відбиваються від плазмової хмари (хмар), що знаходиться в космічному просторі на деякій відстані від Землі.
Ще однією особливістю LDE-сигналу є те, що при його поверненні радіосигнал практично не зазнає спектральних спотворень (що неможливо в разі відбиття від хмари плазми). Ця властивість LDE-сигналу залишає відкритим питання щодо походження феномену.